# Funda

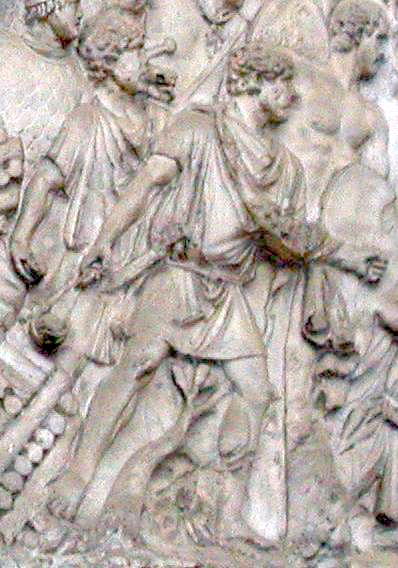
Schleuderer auf der Trajanssäule

Eine Funda ist eine Form der Schleuder, die in der römischen Armee verwendet wurde und mit deren Hilfe die sogenannten Schleuderbleie verschossen wurden.
Sie ist eine kleine, aber effektive Waffe, bestehend aus einer Lederschlaufe und zwei Riemen. Einer dieser Riemen wurde mittels einer Schlaufe an einen Finger gebunden, der andere locker festgehalten. In die Schlaufe wurde ein Geschoss aus Blei eingelegt, das die Form einer Dattel besaß und Glans (= Eichel) genannt wurde. Teilweise wurde statt Blei auch Ton oder Stein als Material genutzt. Das Geschoss hatte ein Gewicht von 20 bis 100 Gramm. Alternativ konnte man natürlich alles in passender Größe und mit ausreichendem Gewicht nutzen. Mittels einer schnellen Bewegung, bei der man im rechten Moment den einen Riemen losließ, verschleuderte man das Geschoss in die Richtung des Feindes.
Die Schleuderer nannte man Fundatores oder Funditores. Die römischen Kriegsführer vertrauten vor allem auf die Schleuderer aus Rhodos und von den balearischen Inseln. Sie konnten damit Helme und Schilde zerschlagen. Die Schleuderkämpfer ritzten oft kurze Worte oder Symbole, die den Feind schmähen oder die Treffsicherheit beeinflussen sollten, in die Bleistücke. Im Zusammenhang mit der Nennung von Feldherren und beteiligten Truppen auf den Geschossen können sie wichtige epigraphische Quellen zur Erforschung antiker Schlachten sein.